# Waskatenau
Waskatenau est un village (village) du Comté de Smoky Lake, situé dans la province canadienne d'Alberta.

## Démographie
En tant que localité désignée dans le recensement de 2011, Waskatenau a une population de 255 habitants dans 115 de ses 140 logements, soit une variation de -8.3% avec la population de 2006. Avec une superficie de 0,596 4 km2, village possède une densité de population de 427,565 4 hab/km2 en 2011.
Concernant le recensement de 2006, Waskatenau abritait 278 habitants dans 134 de ses 152 logements. Avec une superficie de 0,596 4 km2, village possédait une densité de population de 466,1 hab/km2 en 2006.
| 2001 | 2006 | 2011 | 2016 |
| ---- | ---- | ---- | ---- |
| 252  | 278  | 255  | 186  |